# Década de 710
Séculos: (Século VII - Século VIII - Século IX)
Décadas: 660 670 680 690 700 - 710 - 720 730 740 750 760
Anos: 710 - 711 - 712 - 713 - 714 - 715 - 716 - 717 - 718 - 719